# Leptocola phthisica
Leptocola phthisica es una especie de mantis de la familia Mantidae.

## Distribución geográfica
Se encuentra en Angola Burkina Faso, Guinea, Kenia,  Tanzania, Senegal y Togo.